# Vranji Vrh
Vranji Vrh je naselje v Občini Šentilj.